# 沈州
瀋州，辽朝、金朝、元朝的州。
治所在乐郊县（在今辽宁省沈阳市）。辽太宗将渤海国时定理府的潘州迁到今瀋陽，建为瀋州。号昭德军。管理今辽宁沈阳市，灯塔市。统州一、县二：乐郊县，辽太祖俘蓟州三河民，建三河县，後更名；灵源县，辽太祖俘蓟州吏民，建渔阳县，後更名。
至元三年（1266年）二月，元世祖設置瀋州，以其地安置高麗降民。1296年，改为瀋陽路。
历任昭德军节度使
- 耶律何鲁不（969年）
- 刘继文（979年，知节度事）
- 萧道宁（985年，先知沈州军州事，后改任昭德军节度使）
- 耶律谐里（1107年）
- 耶律宁（1012年）
- 耿延毅（1013年）
- 萧蕴（1027年）
- 萧王六（1029年）
- 张杰（1029年）
- 韩橁（1030年后）
- 耶律资忠（辽圣宗末年）
- 耶律庶几（1044年—1042年）
- 萧拔剌（重熙年间）
- 耶律宜（1046年，昭德军留后）
- 耶律逵（1049年）
- 耶律素（1050年）
- 萧琏（1054年）
- 耶律昌福（1057年）
- 萧逊（1063年）
- 萧术哲（清宁年间）
- 耶律孟简（乾统年间）